# Asia Television Limited

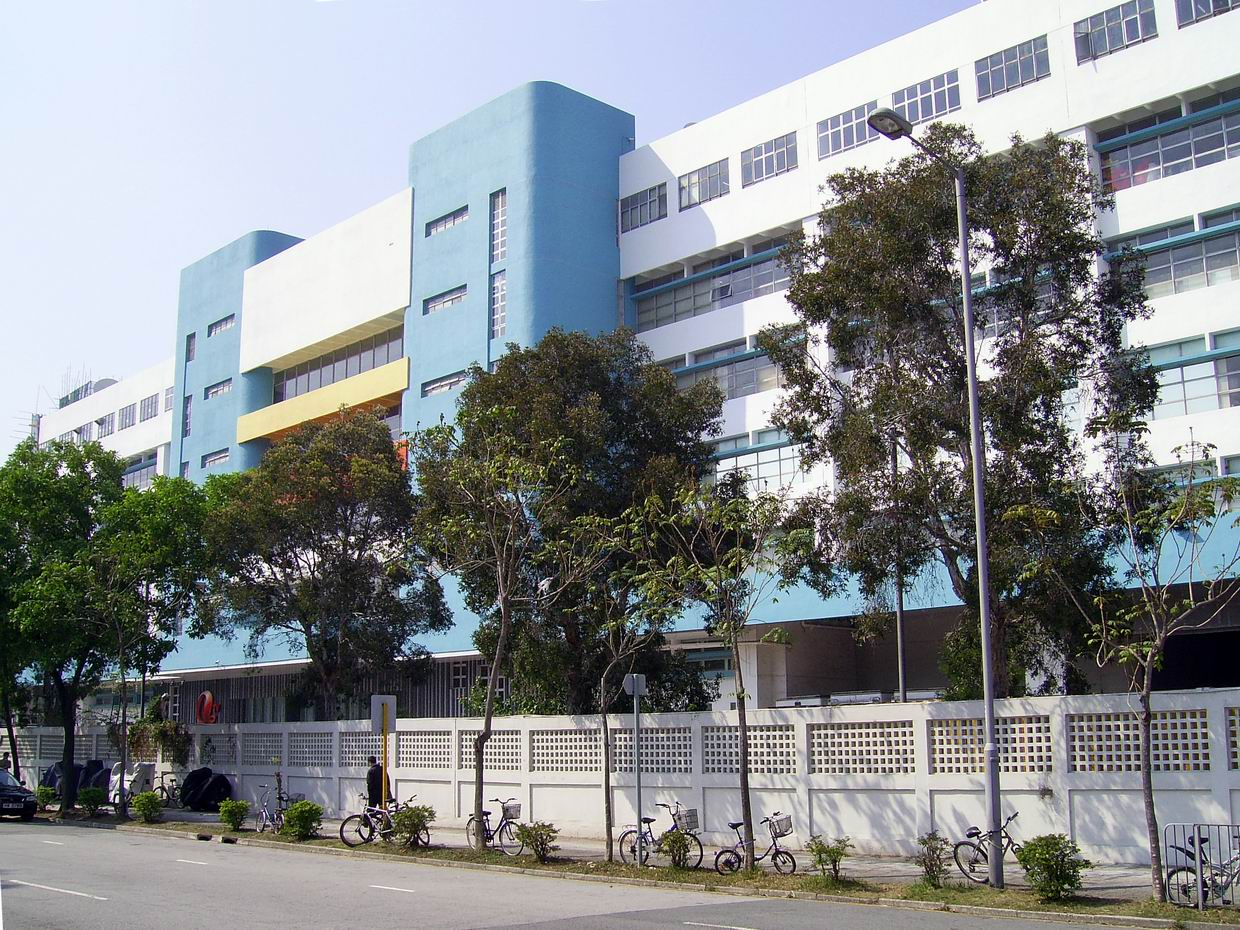
Штаб-квартира Asia Television Limited

Asia Television Limited (ATV, 亞洲電視有限公司) — одна из двух свободно вещающих телекомпаний Гонконга (другой является главный конкурент ATV — Television Broadcasts Limited). 
Основана в 1957 году как Rediffusion Television (RTV, 麗的電視有限公司), став первой телестанцией Гонконга. В 1982 году RTV была приватизирована и переименована в Asia Television Limited (владельцами стали австралийский консорциум и гонконгская Far East Group, которая в 1984 году выкупила долю австралийцев). В 1988 году акционерами ATV стали семья Лам и New World Group, которые через год выкупили оставшиеся акции у Far East Group. В 2007 году основными владельцами Asia Television Limited стали Chan Wing-kee (陳永棋) и Liu Changle (劉長樂), в 2009 году крупнейшим акционером стал тайваньский миллиардер Tsai Eng-meng (蔡衍明). Штаб-квартира компании расположена в округе Тайпоу.
Asia Television Limited управляет шестью телеканалами — ATV Home на кантонском; ATV World на английском; спутниковым ATV Home (America) на кантонском; цифровыми  ATV Asia и aTV Classic на кантонском; государственным CCTV-1, который контролирует Центральное телевидение Китая. С 2002 года Asia Television Limited получила разрешение от китайских властей на трансляцию своих каналов ATV Home и ATV World в провинции Гуандун.
В 2007 году Asia Television Limited перенесла свою штаб-квартиру и студийный комплекс из Коулун-Сити в округ Тайпоу. Компания имеет свой учебный институт телевидения. Среди наиболее популярных шоу каналов Asia Television Limited — местная версия Who Wants to Be a Millionaire?. Кроме производства собственных новостей и шоу каналы Asia Television Limited закупают телесериалы и драмы производства Великобритании, Южной Кореи и материкового Китая (например, «Доктор Кто»).

## Закрытие
1 апреля 2016 года правительство Гонконга не продлило Asia Television Limited лицензию на вещание. Причинами упадка компании стали конфликты между акционерами, уход рекламодателей и аудитории, рост популярности онлайн-СМИ.